# SN 2002fc
SN 2002fc – supernowa typu Ia odkryta 9 kwietnia 2002 roku w galaktyce A140023+0545. W momencie odkrycia miała maksymalną jasność 24,20m.